# Thomas Hoeps
Thomas Hoeps (* 30. Dezember 1966 in Krefeld) ist ein deutscher Schriftsteller und Herausgeber, der vor allem Kriminalromane veröffentlicht.

## Leben und Werk
Thomas Hoeps, geboren 1966 in Krefeld, studierte nach seiner Schulzeit am Fichte-Gymnasium Krefeld von 1986 bis 1992 Germanistik und Informationswissenschaft an der Heinrich-Heine-Universität Düsseldorf mit Magisterabschluss. Im Anschluss daran von 1993 bis 2001 an der TU Dresden, wo er mit einer Dissertation über "Terrorismus in deutschen Romanen und Erzählungen" promovierte.
Zwischen den Jahren 1986 und 1994 arbeitete er als freier Kulturjournalist unter anderem für die Westdeutsche Zeitung und Neues Rheinland. Von 1988 bis 1992 war er als Redakteur des Monatsmagazins „Krefelder Stadtkultur“ tätig. Danach lehrte er in den Jahren zwischen 1994 und 1996 als Dozent für journalistisches Schreiben an der Heinrich-Heine-Universität und an der TU Dresden. Seit 1997 konzipierte und organisierte Hoeps als freiberuflicher Literaturveranstalter zahlreiche Literaturprojekte für kommunale und landesweit agierende Institutionen wie das Literaturbüro NRW in Düsseldorf, den Landschaftsverband Rheinland und mehrere Städte am Niederrhein. Von 2002 bis 2004 bekleidete er die Position des Geschäftsführers für Kultur im Kulturraum Niederrhein e.V. Von 2004 bis 2020 war er Leiter des Städtischen Kulturbüros und einer Stabstelle im Kulturdezernat in Mönchengladbach, seit Ende 2020 leitet er das Niederrheinische Literaturhaus der Stadt Krefeld.
Seit 1990 hat er zahlreiche literarische Werke und Hörbuch-CDs veröffentlicht. Von 1991 bis 1997 leitete er die experimentelle Literatur-/Musikgruppe "Institut für artifizielle Hochfrequenz-Simulation (infahs)". Von 2006 bis 2022 schrieb er im Team mit dem niederländischen Krimiautor Jac Toes als eines der wenigen die Sprachgrenzen überschreitenden Autoren-Duos gemeinsam Kriminalromane, die sowohl in Deutschland als auch in den Niederlanden erscheinen.
Während der letzten 20 Jahre erhielt Hoeps mehrere Auszeichnungen, unter anderen den renommierten Förderpreis für Literatur der Landeshauptstadt Düsseldorf im Jahr 1995.

## Auszeichnungen
- 1994–1997: Promotionsstipendium der Friedrich-Ebert-Stiftung
- 1995: Förderpreis für Literatur der Landeshauptstadt Düsseldorf
- 1998: Moerser Literaturpreis
- 1999: Nettetaler Literaturpreis
- 2000: „digital classroom“-Stipendium (Hörspiel) der Filmstiftung NRW
- 2003: Endausscheidung beim 8. MDR-Literaturwettbewerb in Leipzig
- 2008: Nominierung für den Niederländischen Krimipreis "Gouden Strop" (zusammen mit Jac. Toes)
- 2020: Nominierung für den Glauser-Preis[5] (zusammen mit Jac. Toes)

## Werke (Auswahl)
- 1990: Fremder, kommst Du nach Krefeld. Der andere Kulturführer. Krefeld (la fleur).
- 1994: gib dem onkel die hand (, die schöne!). Lyrik und Kurzprosa. Krefeld (Sassafras-Verlag)
- 1998: Pfeifer bricht aus. Roman. Wien (edition selene). TB-Ausgabe: Frankfurt/M. (Fischer-Taschenbuch-Verlag) 2003.
- 2001: Arbeit am Widerspruch. Terrorismus in deutschen Romanen und Erzählungen (1837–1992). Dresden (thelem-verlag).
- 2001: Bacon-Notate. Gedichte mit Fotografien v. Philip Lethen. Wien (edition selene).
- 2003: Tomorrow never knows / Systemsieg. Zwei Erzählungen über das Glück. Wien (edition selene) 2003.
- 2007: Nach allen Regeln der Kunst. (Zusammen mit Jac. Toes) Dortmund (Grafit-Verlag) Niederländische Ausgabe: Kunst zonder genade. Breda (Uitgeverij De Geus)
- 2008: Solche Beispiele brauchen wir in Deutschland. Zwei Kurbadgrotesken. Nettetal (Band 8 der Nettetaler Bibliothek.)
- 2009: Das Lügenarchiv. (Zusammen mit Jac. Toes) Dortmund (Grafit-Verlag) Niederländische Ausgabe: Het Leugenarchief. Breda (Uitgeverij De Geus)
- 2012: Höchstgebot. (Zusammen mit Jac. Toes) Dortmund (Grafit-Verlag) Niederländische Ausgabe: Het hoogste bod. Breda (Uitgeverij De Geus)
- 2013: Die letzte Kur. Hillesheim (kbv-Verlag)
- 2019: Die Cannabis-Connection. (Zusammen mit Jac. Toes) Zürich (Unionsverlag)
- 2022: Der Tallinn-Twist. (Zusammen mit Jac. Toes) Zürich (Unionsverlag)

Herausgeberschaften:
- 2004: Zeitzonen. Literatur in Deutschland 2004. Hrsg. zus. m. Michael Lentz, Antje Strubel, Martin Gülich. Anthologie. Wien (edition selene)
- 2011: Scharf geschossen. Die Krimi-Anthologie zur Frauen-Fußball-WM 2011. Hrsg. zus. m. Rebecca Gablé. Hillesheim (kbv-Verlag)
- 2014: Schmugglerpfade. Grenzübergreifende Kriminalgeschichten. Hrsg. zus. m. Jac. Toes. (Grafit-Verlag) Niederländische Ausgabe: Over de Grens. Breda (Uitgeverij De Geus)